# Jussi Laakso
Jussi Tapani Laakso (12 giugno 1976) è un allenatore di pallacanestro ed ex cestista finlandese.

## Palmarès
- Campionato finlandese: 2

Kauhajoen Karhu: 2017-2018
Helsinki Seagulls: 2022-2023
- Coppa di Finlandia: 3

Helsinki Seagulls: 2020, 2021, 2022